# Richard of Lexinton
Richard of Lexinton († nach 1229) war ein englischer Adliger.

## Leben
Richard of Lexinton war ein Sohn von Robert of Lexinton. Sein Vater war möglicherweise ein unehelicher Sohn von Robert Caux III († 1167 oder 1168), dem letzten männlichen Angehörigen der mächtigen anglonormannischen Adelsfamilie Caux, die ihren Hauptsitz auf Laxton Castle in Nottinghamshire hatte. Angehörige der Familie Caux waren erbliche Forsthüter der königlichen Wälder von Nottinghamshire und Derbyshire gewesen.
Richards Vater Robert hatte vermutlich die Gunst von Ralph fitz Stephen, dem Ehemann von Maud de Caux und hochrangigen Beamten der Könige Heinrich II. und Richard I. gehabt. Ralph fitz Stephen verwaltete Laxton sowie die königlichen Wälder von Nottinghamshire und Derbyshire bis zu seinem Tod 1202. Nach dem Tod von Ralph fitz Stephen übergab König Johann Ohneland die Verwaltung des Gutes Laxton an Richard, wodurch dieser seinen Beinamen erhielt. 1207 musste er das Gut jedoch wegen Forstfrevel wieder dem König übergeben und eine hohe Strafe von 200 Mark zahlen. Wenige Jahre später hatte er jedoch wieder die Gunst des Königs und wohl auch Laxton zurückgewonnen. Zu Beginn des Ersten Kriegs der Barone unterstützte er offenbar die Rebellen, doch nach Zahlung einer Strafe von 100 Mark im Januar 1216 stand er wieder auf der Seite des Königs. Er wird letztmals 1229 erwähnt.
Richard heiratete Matilda (auch Maud), deren Herkunft ungeklärt ist. Mit ihr hatte er mindestens sechs Söhne und zwei Töchter, darunter:
- Robert of Lexinton (vor 1198–1250)
- Stephen of Lexinton (um 1198–1258)
- Peter of Lexinton
- John of Lexinton († 1257)
- Henry of Lexinton († 1258)
- Elizabeth
- Cecily ⚭ William de Markham

Vier seiner Söhne machten bemerkenswerte Karrieren. Während Robert Geistlicher und hoher königlicher Richter wurde, stieg John bis zum Lord Keeper of the Seal auf. Auch Stephen und Henry wurden Geistliche, dabei wurde Stephen Abt von Clairvaux und Henry Bischof der Diözese Lincoln. Richards Erbe wurde sein ältester Sohn Robert.